# Łanocha pobrzęcz
Łanocha pobrzęcz (Oxythyrea funesta) – gatunek chrząszcza z rodziny poświętnikowatych i podrodziny kruszczycowatych. Występuje w Europie, Afryce Północnej oraz zachodniej i środkowej części Azji.

## Taksonomia
Gatunek ten opisany został po raz pierwszy w 1761 roku przez Nikolausa Podę von Neuhausa pod nazwą Scarabaeus funestus. W 1767 roku Karol Linneusz opisał go jako Scarabaeus sticticus i pod taką nazwą wyznaczony został gatunkiem typowym rodzaju Oxythyrea.

## Morfologia
Chrząszcz o owalnym w zarysie ciele długości od 8 do 12 mm, z wierzchu czarnym z białym nakrapianiem, przeciętnie, niekiedy brązowo błyszczącym, pozbawionym połysku metalicznego, porośniętym długim, rzadkim, u starszych osobników powycieranym owłosieniem. Nadustek zwęża się ku przodowi, a na krawędzi przedniej jest wycięty. Powierzchnia przedplecza jest gęsto, głęboko i nierównomierne punktowana, a po bokach ponadto pomarszczona. Białe plamkowanie na przedpleczu nie zlewa się w paski. Brak jest żeberka wzdłuż środka przedplecza. Tarczka cechuje się trójkątnym zarysem. Na pokrywach występują drobne, białawe plamki o zmiennej liczbie i rozmieszczeniu oraz po pięć niewyraźnie zaznaczonych rzędów. U starszych osobników plamy tracą swoją białą barwę. Spód tułowia jest owłosiony. Śródpiersie ma wyraźnie zaznaczony wyrostek międzybiodrowy. Odnóża przedniej pary mają dwa ostre zęby na goleniach. Golenie pary tylnej mają szczyt z ostrymi wyrostkami, u samca od strony wewnętrznej rozszerzony. Odwłok ma plamki na pygidium i na sternitach, w tym podłużny szereg czterech plam pośrodku spodu. Pygidium jest umiarkowanie wypukłe, silnie i gęsto punktowane. U samca środkiem spodu odwłoka biegnie podłużne wgłębienie. 

## Biologia i ekologia

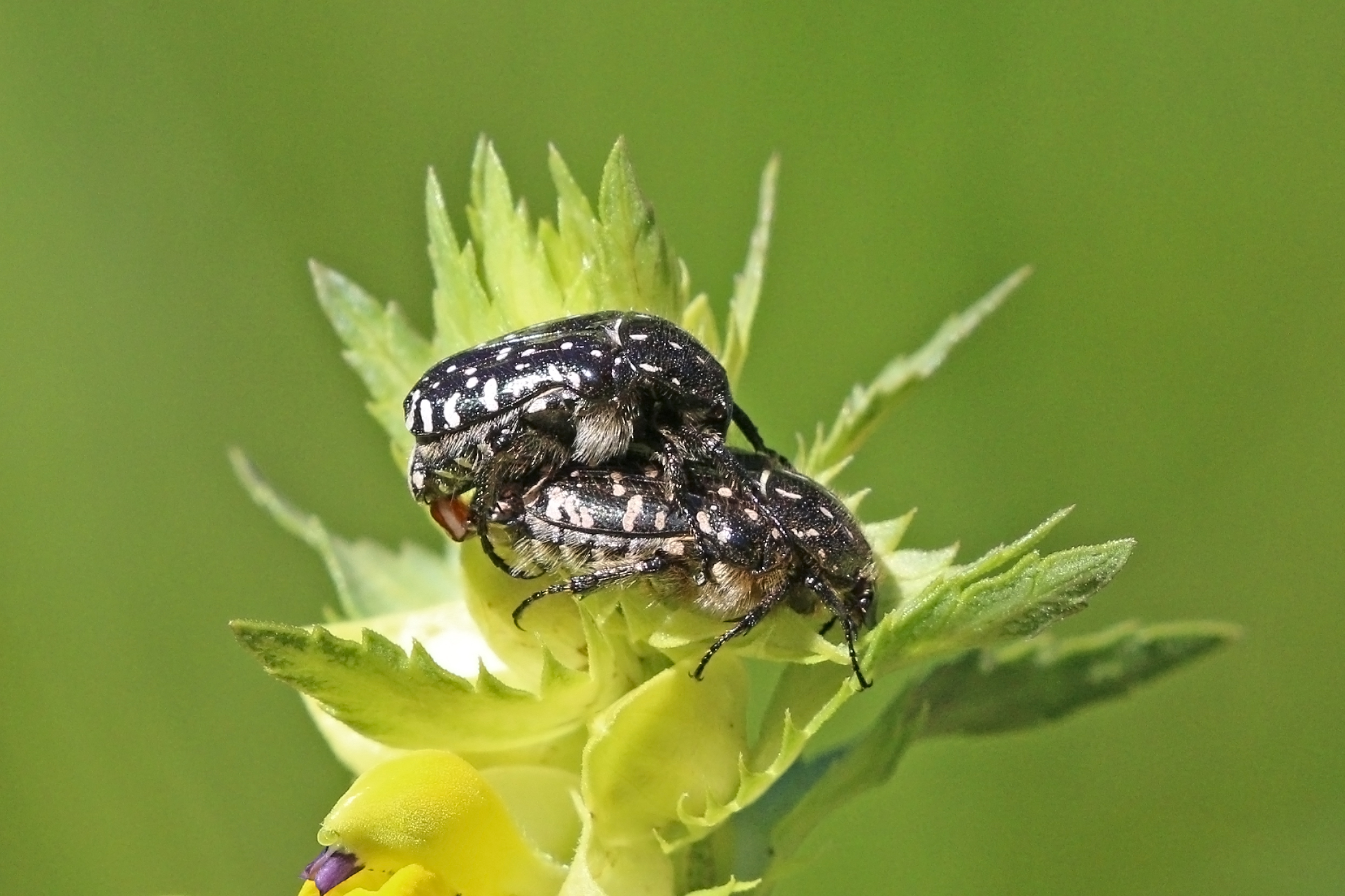
Kopulująca para

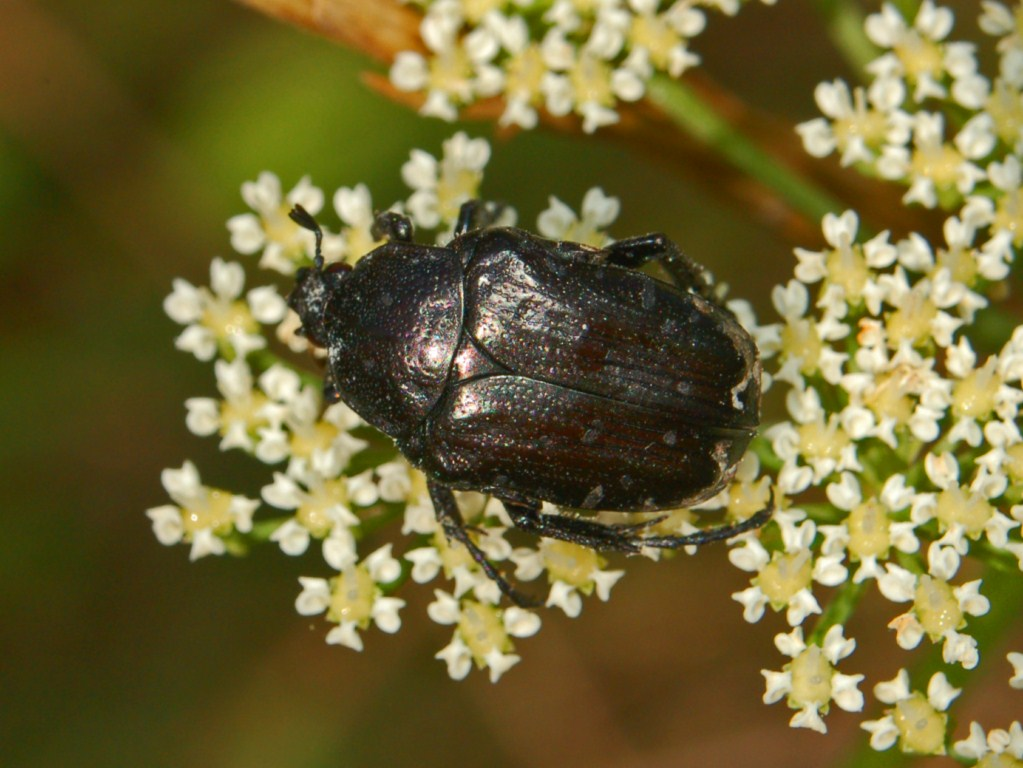
Starszy osobnik – starte owłosienie i wypłowiałe plamy

Owad ciepłolubny, spotykany od nizin po góry, gdzie przekracza rzędne 1000 m n.p.m. Zasiedla różne tereny otwarte, w tym stepy, łąki, mokradła, ciepłe pobrzeża lasów, stanowiska ruderalne i sady. Podziemne larwy są ryzofagiczne i żerują na korzeniach różnych roślin. Osobniki dorosłe aktywne są od kwietnia lub maja do lipca lub sierpnia. Żerują na kwiatach drzew, krzewów i roślin zielnych, chętnie na żółtych kwiatach przedstawicieli astrowatych.
Parazytoidami larw tego chrząszcza są błonkówki smukwa białoplama oraz podwijka guniakówka.

## Rozprzestrzenienie
Gatunek palearktyczny, o subpontyjskim lub pontyjsko-śródziemnomorskim typie rozsiedlenia. W Europie znany z Portugalii, Hiszpanii, Andory, Francji, Belgii, Holandii, Luksemburga, Niemiec, Szwajcarii, Liechtensteinu, Austrii, Włoch, Malty, Estonii, Łotwy, Litwy, Polski, Czech, Słowacji, Węgier, Białorusi, Ukrainy, Rumunii, Bułgarii, Słowenii, Chorwacji, Bośni i Hercegowiny, Serbii, Czarnogóry, Albanii, Macedonii Północnej, Grecji oraz europejskich części Rosji i Turcji. W Afryce Północnej notowany jest z Wysp Kanaryjskich, Maroka, Algierii, Tunezji i Libii. W Azji podawany jest z Cypru, anatolijskiej części Turcji, Gruzji, Armenii, Azerbejdżanu i Iranu.
W Polsce gatunek ten dawniej był rzadki, a przez większą część XX wieku w ogóle niespotykany. Ponownie odnaleziony został w latach 80. XX wieku i od tego czasu znajduje się w ekspansji. Do Łotwy dotarł w 1992 roku, do Estonii w 2002 roku, a do okolic Petersburga w 2003 roku.